# Adineta acuticornis
Adineta acuticornis är en hjuldjursart som beskrevs av Haigh 1967. Adineta acuticornis ingår i släktet Adineta och familjen Adinetidae. Inga underarter finns listade i Catalogue of Life.